# 1944 na política

## Eventos

### Janeiro
- 4 de Janeiro - Segunda Guerra Mundial: Início da Batalha de Monte Cassino.
- 14 de Janeiro - Segunda Guerra Mundial: Início da ofensiva soviética contra tropas alemãs em Leninegrado e Novgorod.
- 15 de Janeiro - Segunda Guerra Mundial: A 27. Divisão de Infantaria do Exército Polaco é recriada, marcando o início da Operação Tempest.
- 17 de Janeiro
  - Segunda Guerra Mundial
    - As forças britânicas na Itália atravessam o Rio Garigliano.
    - Fim do racionamento de carne na Austrália.
- 18 de Janeiro - Segunda Guerra Mundial: Fim do Cerco de Leninegrado, depois de mais de 900 dias de cerco e fome.
- 22 de Janeiro - Segunda Guerra Mundial: Início da Operação Shingle, o assalto aliado em Anzio na Itália. A 45ª Divisão de Infantaria do Exército Norte-americano mantém-se em Anzio, combatendo contra violentos assaltos italianos durante quatro meses.
- 30 de Janeiro - Segunda Guerra Mundial: Tropas norte-americanas invadem Majuro, nas Ilhas Marshall.
- 31 de Janeiro - Segunda Guerra Mundial: Tropas norte-americanas desembarcam em Kwajalein Atoll e noutras ilhas das Ilhas Marshall, defendidas pelas forças japonesas.

### Fevereiro
- 7 de Fevereiro - Segunda Guerra Mundial: Em Anzio, forças italianas lançam uma contra-ofensiva.
- 14 de Fevereiro - Revolta antijaponesa em Java.
- 16 de Fevereiro - Segunda Guerra Mundial: Uma força norte-americana ataca a ilha de Truck nas Carolinas.
- 20 de Fevereiro
  - Segunda Guerra Mundial
    - Militares alemães e japoneses são detidos em Buenos Aires, após ser comprovado que exerciam actividades de espionagem na Argentina.
    - O 5º exército dos EUA chega ao Monte do Mosteiro em Cassino, Itália.
    - Início do "Big Week" (Semana Grande) com bombardeamentos aéreos norte-americanos contra centros de produção de aviões alemães.
- 23 de Fevereiro
  - Criado, em Portugal, o Secretariado Nacional de Informação, Cultura Popular e Turismo, novo nome do Secretariado da Propraganda Nacional, na dependência directa de Oliveira Salazar.
  - Segunda Guerra Mundial: Estaline obriga 1 milhão de tchechenos ao exílio e dissolve a república, acusando-a de colaboração com a Alemanha nazista.
- 25 de Fevereiro - Segunda Guerra Mundial: O exército britânico consegue que os japoneses abandonem o desfiladeiro de Ngakyedyauk, na Birmânia.

### Abril
- 12 de Abril - Abdicação do rei da Itália, Vitório Emanuel III.[1]

### Junho
- 1 de Junho - Segunda Guerra Mundial: A BBC transmite uma mensagem codificada (a primeira linha de um poema de Paul Verlaine) para a resistência francesa, avisando a invasão iminente da Europa pelas forças aliadas.
- 2 de Junho - Segunda Guerra Mundial: O governo francês provisório é estabelecido.
- 4 de Junho
  - Segunda Guerra Mundial
    - Roma é ocupada pelos Aliados.
    - O grupo anti-submarino 22.3 dos Estados Unidos da América capturam o submarino alemão U-505, marcando a primeira vez que um navio da Marinha dos EUA tinha capturado uma embarcação inimiga no alto mar desde o século XIX.
- 5 de Junho - Segunda Guerra Mundial: Mais de mil bombardeiros britânicos largam 5000 toneladas de bombas nas baterias costeiras alemãs na Normandia, em preparação para o Dia D.
- 6 de Junho - Segunda Guerra Mundial: Início da operação Overlord, forças aliadas desembarcam nas praias da Normandia, na França, no Dia D.
- 9 de Junho - Segunda Guerra Mundial: Estaline lança uma ofensiva contra a Finlândia com a intenção de derrotar a Finlândia antes de avançar sob Berlim.

### Julho
- 9 de Julho - Segunda Guerra Mundial: Forças britânicas e canadianas capturam Caen.
- 16 de Julho - Segunda Guerra Mundial: A FEB desembarca em Nápoles
- 20 de Julho - Segunda Guerra Mundial: Adolf Hitler sobrevive a um atentado de assassinato por Claus von Stauffenberg.
- 25 de Julho - Segunda Guerra Mundial: Início da Operação Spring provocando 18.444 baixas, incluindo 5.021 mortos.

### Agosto
- 1 de Agosto - Segunda Guerra Mundial: A Revolta de Varsóvia começa.
- 2 de Agosto - Segunda Guerra Mundial: A Turquia termina as suas relações diplomáticas e económicas com a Alemanha.
- 4 de Agosto - Holocausto: Uma dica de uma informador holandês leva a Gestapo a procurar numa área selada num sótão em Amesterdão, onde estes encontram a diarista judia Anne Frank e a sua família.
- 5 de Agosto - Holocausto: Membros da resistência polaca liberam um campo de trabalhos forçados alemão em Varsóvia, libertando 348 prisioneiros judeus.
- 23 de Agosto - Segunda Guerra Mundial: O primeiro-ministro da Roménia Ion Antonescu é preso e um novo governo é estabelecido. A Roménia abandona assim a guerra contra a União Soviética juntando-se aos Aliados.
- 24 de Agosto - Segunda Guerra Mundial: Tropas aliadas entram em Paris.
- 25 de Agosto - Segunda Guerra Mundial: A Hungria decide continuar na guerra juntamente com a Alemanha.

### Setembro
- 1 de Setembro - Na Bulgária, o governo de Ivan Ivanov Bagrianov abdica do poder.
- 26 de Setembro - A Operação Market Garden termina com uma retirada Aliada.
- 18 de Setembro - A FEB captura Camaiore
- 26 de Setembro - A FEB captura Monte Prano

### Outubro
- 25 de outubro
  - Segunda Guerra Mundial
    - Combates de rua em Cherbourg. A cidade russa de Vitebsk é libertada.
    - Navios japoneses afundam o contratorpedeiro norte-americano USS Hoel.
    - Pilotos japoneses realizam missões kamikazes nas proximidades de Leyte.

### Novembro
- 7 de Novembro - Franklin D. Roosevelt vence a eleição para Presidente dos Estados Unidos da América pela quarta vez.
- 25 de Novembro
  - Segunda Guerra Mundial
    - Um míssil V-2 atinge o armazém comercial de Woolworth na zona leste de Londres, fazendo 160 vítimas.
    - Frente do Pacífico. Filipinas. Os Task Groups 38.2 e 38.3 comandados pelos contra-almirantes Bogan e Sherman atacam os aeródromos ao centro de Luçon bem como a frota japonesa em redor da ilha. Os cruzadores Kumano e Yasoshima são afundados. Os Japoneses enviam toda a sua restante força aérea contra os norte-americanos, os aviões kamikazes danificam os porta-aviões USS Intrepid, USS Essex e USS Hancock, bem como porta-aviões ligeiro USS Cabot, enquanto o USS Independence é danificado devido à explosão de um aparelho norte-americano aquando da aterragem.
- 26 de Novembro
  - Segunda Guerra Mundial
    - A 8ª esquadra da força aérea norte-americana ataca Hanôver, com o objectivo de destruir as instalações petrolíferas, a estação ferroviária de Hamm e o viaduto de Bielefeld. Os norte-americanos, que perderam 36 bombardeiros e 7 caças de escolta durante a operação, afirmam ter abatido 138 caças alemães.
    - Heinrich Himmler ordena a paragem das actividades e a destruição dos crematórios de Auschwitz-Birkenau. Destruição do crematórios de Auschwitz e Stutthof.

### Dezembro
- 3 de Dezembro - Fundação da Liga Democrática das Mulheres Finlandesas.[2][3]
- 31 de Dezembro - Segunda Guerra Mundial: A Hungria declara guerra à Alemanha.

## Nascimentos
| Data            | Nome                                  | Profissão                                                    | Nacionalidade         | Observações | Ref |
| --------------- | ------------------------------------- | ------------------------------------------------------------ | --------------------- | ----------- | --- |
| 30 de janeiro   | Juarez Martinho Quadros do Nascimento | político                                                     | Brasil                |             |     |
| 16 de fevereiro | António Mascarenhas Monteiro          | presidente de Cabo Verde de 1991 a 2001                      | Portugal (Cabo Verde) |             |     |
| 24 de fevereiro | Ivica Račan                           | político croata, primeiro-ministro de seu país               | Iugoslávia (Croácia)  | m. 2007     |     |
| 27 de fevereiro | Iberê Ferreira                        | político                                                     | Brasil                |             |     |
| 24 de março     | Vojislav Koštunica                    | Presidente da República Federal da Iugoslávia de 2000 a 2003 | Reino da Jugoslávia   |             |     |
| 3 de abril      | Farid Abrahão David                   | político                                                     | Brasil                |             |     |
| 7 de abril      | Gerhard Schröder                      | chanceler da Alemanha de 1998 a 2005                         | Alemanha              |             |     |
| 16 de abril     | Rui Mateus                            | político                                                     | Portugal              |             |     |
| 17 de abril     | José Roberto Batochio                 | advogado e político                                          | Brasil                |             |     |
| 20 de abril     | Andrzej Gałażewski                    | político                                                     | Polónia               |             |     |
| 6 de maio       | Jackson Barreto                       | político                                                     | Brasil                |             |     |
| 13 de maio      | Uwe Barschel                          | político                                                     | Alemanha              | m. 1987     |     |
| 14 de maio      | Raul Pont                             | prefeito de Porto Alegre                                     | Brasil                |             |     |
| 1 de julho      | Salgueiro Maia                        | militar português, participou da Revolução dos Cravos        | Portugal              | m. 1992     |     |
| 13 de junho     | Ban Ki-moon                           | diplomata coreano 9º secretário-geral da ONU                 | Japão (Coreia do Sul) |             |     |
| 20 de junho     | Krystyna Ozga                         | político                                                     | Polónia               |             |     |
| 26 de junho     | João Avamileno                        | político                                                     | Brasil                |             |     |
| 16 de julho     | João Fachini                          | político                                                     | Brasil                |             |     |
| 10 de agosto    | Elói Pietá                            | político                                                     | Brasil                |             |     |
| 21 de setembro  | Steve Beshear                         | político                                                     | Estados Unidos        |             |     |
| 1 de outubro    | Nelson Wedekin                        | político                                                     | Brasil                |             |     |
| 19 de outubro   | Moreira Franco                        | político                                                     | Brasil                |             |     |
| 29 de outubro   | Luís Filipe Pereira                   | político                                                     | Portugal              |             |     |
| 10 de novembro  | Miguel Cadilhe                        | economista e político                                        | Portugal              |             |     |
| 11 de dezembro  | Vladimir Palmeira                     | político                                                     | Brasil                |             |     |
| 15 de dezembro  | Chico Mendes                          | seringueiro e ambientalista                                  | Brasil                | m. 1988     |     |
| 25 de dezembro  | Waldemar Wiązowski                    | político                                                     | Polónia               |             |     |
| 29 de dezembro  | Armando Abílio                        | político                                                     | Brasil                |             |     |

## Mortes
| Data | Nome                   | Profissão             | Nacionalidade | Observações | Ref |
| ---- | ---------------------- | --------------------- | ------------- | ----------- | --- |
| ?    | Ottoni Ferreira Maciel | jornalista e político | Brasil        | n. 1870     |     |